# Сабо, Екатерина
Екатерина Сабо (венг. Ecaterina Szabo; род. 22 января 1967) — румынская спортивная гимнастка. На Олимпийских играх 1984 года в Лос-Анджелесе завоевала 4 золотые медали (в команде, в опорном прыжке, на бревне, и в вольных упражнениях) и одно серебро (в абсолютном первенстве). Неоднократная победительница чемпионатов мира и неоднократная чемпионка Европы. Член Международного зала славы гимнастики.